# 1500
1500 (MD) je bilo prestopno leto, ki se je po julijanskem koledarju začelo na sredo.
V katoliški Evropi je bilo to leto predmet številnih špekulacij in strahov glede prihajajočega sodnega dne, kar je temeljilo na interpretaciji odlomka iz knjige Razodetja, ki naj bi se nanašal na to leto.

## Dogodki
- 22. april - Portugalec Pedro Álvares Cabral pristane na obali današnje Brazilije in razglasi ozemlje za portugalsko posest.
- 10. avgust - Portugalec Diogo Dias odkrije otok v Indijskem oceanu in ga poimenuje Otok sv. Lovrenca (danes znan kot Madagaskar).
- 11. november - Ludvik XII. Francoski in Ferdinand II. Aragonski si s pogodbo razdelita Neapeljsko kraljestvo.

## Rojstva
- 7. februar - João de Castro, portugalski pomorski častnik in državnik († 1548)
- 22. februar - Rodolfo Pio, italijanski kardinal († 1564)
- 24. februar - Karel V., cesar Svetega rimskega cesarstva († 1558)
- 3. marec - Reginald Pole, angleški kardinal († 1558)

Ni znano
- Lala Mustafa Paša, general in veliki vezir Osmanskega cesarstva († 1580)

## Smrti
- 22. junij - Juan de Borja Llançol de Romaní, španski kardinal (* 1474)

Ni znano
- Kasim I., kan Astrahanskega kanata (* ni znano)